# Asemblaž
Asemblaž (iz francoščine: assemblage - združitev, zbiranje, spoj)  je tridimenzionalno likovno delo sestavljeno z medsebojno povezanih elementov - praviloma najdenih materialov, predmetov oziroma objektov - v prostostoječe prostorske aranžmaje. Včasih so elementi iz tehničnih razlogov združeni oziroma postavljeni na ploskev. Kadar so združeni tako, da je njihova celota tudi v likovnem in vsebinskem smislu vezana na neko ploskovito podlago (steno) govorimo o kolažu. Asemblaži odslikavajo industrijsko dobo; njeno serijsko proizvodnjo in kopičenje odpadkov.